# 蕭奪里懶
萧夺里懒（?—?），辽朝天祚帝耶律延禧皇后。大安三年（1087年）萧夺里懒入宫，大安四年（1088年）萧夺里懒被封燕国王妃，燕国王即耶律延禧。乾统（1101年—1110年）初年，天祚帝立萧夺里懒为皇后。萧夺里懒性情娴淑，有规矩仪则。兄弟萧奉先、萧保先等因为皇后而宠柄任。保大二年（1122年），因女真人攻辽，天祚帝西逃，皇后随行，不久得疾而亡。
| 前任者： 蕭坦思 | 辽朝皇后 1101年—1122年？ | 繼任者： 北辽蕭普賢女 |
| 前任者： 蕭坦思 | 辽朝皇后 1101年—1122年？ | 繼任者： 西辽蕭塔不煙 |
| 前任者： 蕭坦思 | 辽朝皇后 1101年—1122年？ | 繼任者： 金朝唐括皇后 |